# Grafana
Grafana es un software libre basado en licencia de Apache 2.0, que permite la visualización y el formato de datos métricos. Permite crear cuadros de mando y gráficos a partir de múltiples fuentes, incluidas bases de datos de series de tiempo como Graphite, InfluxDB y OpenTSDB. Originalmente comenzó como un componente de Kibana y que luego le fue realizado una bifurcación.

## Descripción
Grafana es multiplataforma sin ninguna dependencia y también se puede implementar con Docker. Está escrito en lenguaje Go y tiene un HTTP API completo.
Además de administrar cuadros de mando clásicos (adiciones, eliminaciones, favoritos), Grafana ofrece compartir un cuadro de mando actual mediante la creación de un enlace o una instantánea estática del mismo.
Todos los paneles de control y las fuentes de datos están vinculados a una organización, y los usuarios de la aplicación están vinculados a organizaciones a través de roles.
Grafana evita que los usuarios sobrescriban accidentalmente un panel de control. Existe una protección similar cuando se crea un nuevo panel de control cuyo nombre ya existe.
La herramienta ofrece la posibilidad de configurar alertas.